# Облога Москви (1618)
55°45′21″ пн. ш. 37°37′04″ сх. д. / 55.755833333° пн. ш. 37.617777777° сх. д.
Облога Москви — остання велика військова акція походу Владислава IV 1617-1618 років і всієї польсько-московської війни (1605-1618). Під час короткої облоги, яка тривала кілька тижнів восени 1618 р., штурм міста не увінчався успіхом. Зазнавши невдачі, польсько-литовський уряд пішов на укладення Деулінського перемир'я, в результаті якого смоленський регіон перейшов під контроль Речі Посполитої.

## Прелюдія
Похід був представлений як акція «законного» царя Владислава Вази проти «узурпатора» Михайла Романова. У поході брали участь коронні війська на чолі з Владиславом (6 тис. чоловік) і литовські війська під командуванням Великого гетьмана Яна Кароля Ходкевича (6 500 чоловік). Владислав вирушив із Варшави 5 квітня 1617 року, але лише у вересні прибув до Смоленська. Московитський уряд витягнув усі наявні сили на західний напрямок, а в районі Можайська полякам було надано серйозний опір. Можейська битва тривала все літо 1618 року. Незважаючи на те, що московським військам зрештою довелося відступити, польсько-литовське військо втратило час і було сильно ослаблено, оскільки шляхта масово залишала табір через невиплату платні. 2 жовтня польсько-литовське військо чисельністю близько 8 тис. підійшло до Москви і осіло в Тушині, на місці колишнього табору самозванця. Їх підсилили 18 тис. запорізьких козаків на чолі з гетьманом Петром Конашевичем-Сагайдачним, які легко просувалися з південного заходу на Москву, попутно захоплюючи низку невеликих фортець.

## Облога
За військовими книгами московський гарнізон налічував лише близько 11 500 осіб. З них близько 5,5 тис. осіб становила міліція, зібрана по всій Москві, близько половини з них озброєні вогнепальною зброєю. Ще менш надійними захисниками були козаки (близько 1450 коней і 1150 піших). Крім низького бойового духу, існувала загроза прямої зради. Найнадійнішою обороною Москви були службові люди (близько 450 московських дворян і до 900 губернських шляхти і боярських дітей) і стрільці чотирьох московських орденів (до 1500 чоловік). Крім них, до складу гарнізону входило близько 300 німецьких найманців і 450 татар.
У ніч на 10 жовтня окупанти здійснили генеральний штурм. Основні польсько-литовські війська атакували Арбатські ворота (2700 чоловік) і Тверські ворота (2300 чоловік). Схема атаки воріт була ідентичною: вогонь піхоти мав змусити захисників покинути стіни, а інженери знищили ворота петардами. Незважаючи на величезну чисельну перевагу козаків, вони мали допоміжну роль. Гусарські хоругви, на відміну від подій 1612 р., Ходкевич залишив у запасі.
Незадовго до початку шторму двоє французьких інженерів перебігли на московську сторону, доносячи захисникам польські плани. Як і слід було очікувати, штурмові загони одразу наштовхнулися на підготовлений і впертий опір. Атака Тверських воріт була негайно припинена: вогонь московської піхоти зі стін Білого міста розсіяв лави ворога. Стіни фортеці були занадто високі для штурмових драбин. Величезна маса козаків не наважилася вступити в бій. Біля Арбатської брами поляки прорвали дерев’яні укріплення і втиснулися в місто. Їх зупинив загін німецьких найманців. Навколо них згуртувалися інші вояки, а ввечері поляків було витіснено з укріплення.

## Наслідки
Провал штурму означав крах надій уряду Речі Посполитої зайняти московитський престол разом із польським ставлеником. Проте ситуація московитському уряду була вкрай важкою. Польсько-литовські війська та запорізькі козаки утримували десятки міст і фортець і продовжували загрожувати столиці та великим центрам (Ярославлю та Калузі). Можайська битва продемонструвала, що московитська армія не може переломити хід війни на свою користь. Це змусило московитський уряд погодитися на важкі умови Деулінського перемир'я.